# Wellington
För andra betydelser, se Wellington (olika betydelser).
Wellington (maori: Te Whanganui-a-Tara eller Pōneke) är huvudstad i Nya Zeeland och landets tredje största stad, efter Auckland och Christchurch. 2022 hade Wellington cirka 213 000 invånare i stadskommunen, med förstäder cirka 419 000; den är därmed Oceaniens största huvudstad. Wellington ligger på Nordöns södra kust vid Cooksundet. Staden grundades 1840 och blev huvudstad 1865.

## Namn och grundande
Wellington fick sitt namn efter Arthur Wellesley Wellington, som var den första hertigen av Wellington och segraren av slaget vid Waterloo. Wellington i det här fallet syftar på staden i det engelska grevskapet Somerset. Staden grundades av William Wakefield, vars släkt hade stor betydelse för kolonins utveckling.
På maori har staden två namn, Te Whanganui-a-Tara syftar på Wellingtons hamn och betyder "Taras stora hamn". Det alternativa namnet Pōneke används inte ofta eftersom det tros vara en translitterering av hamnens före detta smeknamn på engelska, Port Nick, kort för Port Nicholson.

## Betydelse
Nya Zeelands främsta finansiella institutioner ligger i både Wellington och Auckland, och vissa organisationer har också högkvarter i båda städerna. Staden är däremot landets politiska centrum, och hyser parlamentet och huvudkontor för alla regeringsdepartement och -ministerier. Wellington beskrivs också ofta som Nya Zeelands kulturella centrum, med en filmindustri i världsklass, Te Papa Tongarewa (Nya Zeelands museum), Nya Zeelands symfoniorkester och Kungliga nyzeeländska baletten.